# Miasto (obraz Augusta Strindberga)
Miasto (szw. Staden) – obraz olejny szwedzkiego pisarza i malarza Augusta Strindberga, namalowany w 1903, znajdujący się w zbiorach Nationalmuseum w Sztokholmie pod numerem inwentaryzacyjnym NM 4516.

## Opis i interpretacja
Obraz przedstawia mroczny pejzaż z wysokim niebem, wypełnionym wielkimi formacjami chmur w kolorach białym, czarnym i szarym. W dolnej części widoczna jest powierzchnia wody, a na pierwszym planie ciemny brzeg. W tle, na horyzoncie, lśni miasto. Ponad budynkami widoczna jest kopuła odbijająca się w wodzie. Obraz został namalowany tzw. nożem malarskim, a rozprowadzone na powierzchni płótna kolory przypominają masło rozsmarowane na kanapce.
Płótno tylko w niewielkim stopniu stanowi realistyczne odzwierciedlenie rzeczywistości, nawet jeśli przedstawione na horyzoncie miasto może przypominać Wenecję czy Sztokholm. Miasto to wygląda niemal tak, jakby unosiło się na wodzie, niczym zjawa. Jego sylwetka w połączeniu z wysokim, dramatycznym niebem i bardzo ciemną kolorystyką nadaje obrazowi wrażenie fantazji i wizji, ale też – patrząc z pozycji widza – poczucie dystansu i wyobcowania.
August Strindberg jako malarz przenosił na płótno pejzaże. Używał w coraz większym stopniu techniki ekspresjonistycznej, gdzie niebo i morze stanowiły główny temat. Przypuszczalnym wzorcem było tu malarstwo Courbeta lub Turnera, lecz ekspresja była już jego własna. Miasto należy do jego ostatniego okresu malarskiego, datującego się na lata 1900–1907. Przedstawia on jego miraż morza i dlatego można go powiązać z jego zainteresowaniem wizjami i obrazami marzeń sennych. Wyjaśnieniem gwałtownego stylu Strindberga jest przypuszczalnie fakt, iż traktował on malarstwo jako eksperyment i emocjonalny wentyl bezpieczeństwa. W jednym z artykułów napisanych w 1894 ujawnił, że maluje w chwilach wolnych, używając średniej wielkości płótna i noża malarskiego zamiast pędzla, a nawet palca, tworząc coś w rodzaju rysunku, łącząc i mieszając razem na płótnie przeciwstawne kolory i ostre odcienie. 
W chwili namalowania obrazu Strindberg był już światowej sławy pisarzem, znanym między innymi ze swych krytycznych społecznie powieści i dramatów, w których z ostrością przedstawiał relacje międzyludzkie we współczesnym mu społeczeństwie. W niektórych z nich, jak Czerwony pokój, Mieszkańcy Hemsö czy Panna Julia, zdradzał również swe wyraźne zainteresowanie sztukami plastycznymi.